# تنها أنصاري
تانها أنصاري (ولد حسن علي أنصاري؛ 1914-1969) هو شاعر كشميري ومعلم في المدرسة. كتب باللغات الأردية والكشميرية والعربية والفارسية. وهو معروف في المقام الأول بشعره المتمرد ضد حكم دوجرا في ولاية جامو وكشمير الأميرية، إلا أن عمله لم يلاحظه أحد حتى عام 1947. بعد تقسيم شبه القارة الهندية، شارك بنشاط في حركة التمرد في جامو وكشمير من خلال كتاباته.
في عام 1960، حصل على جائزة وطنية غير مؤكدة لأفضل مدرس في جامو وكشمير. قدم من قبل الرئيس الهندي السابق سارفيبالي راذاكريشنان. كما عمل في الصحف المحلية مثل كهكاشان وكونج بوش وجولريز والإرشاد وأدب وأجكال وتعمير.

## النشأة والتعليم
ولد في جامو وكشمير، الهند البريطانية. ينتمي والديه إلى لكهنؤ. ذهبوا إلى كشمير عندما زار المهراجا جولاب سينغ وادي كشمير. انتقل والديه لاحقًا إلى ماغام، غولمارغ. في عام 1910، هاجرت عائلته إلى بارامولا حيث أمضى حياته. حصل على بكالوريوس الآداب ثم حصل على درجة غير مؤكدة في اللغتين الفارسية والأردية. بعد الانتهاء من تعليمه، عين كمدرس في مدرسة سوبور وتمت ترقيته لاحقًا إلى رتبة مدير مدرسة.

## حياته المهنية
بدأ مسيرته الأدبية عام 1932 بالشعر الأردية. كمدرس في المدرسة، كتب كتابًا بعنوان تعليم الزعبان للمعلمين والذي قدم لاحقًا إلى منهج بكالوريوس التربية ودورات الدكتوراه في التربية في جامو وكشمير. كتب كتابًا شعريًا كشميريًا بعنوان الفرات ومنحته حكومة جامو وكشمير جائزة غير مؤكدة. كتبه الشعرية الأردية مثل شابنامستان والتي نشرها شقيقه مع فرات بعد وفاته في عامي 1971 و 1972.